# Aderus macassarensis
Aderus macassarensis é uma espécie de Coleoptera da família Aderidae. Foi descrita cientificamente por Maurice Pic em 1900.

## Distribuição geográfica
Habita em Célebes (Indonésia).